# (500090) 2011 YQ74
(500090) 2011 YQ74 es un asteroide perteneciente al cinturón de asteroides, descubierto el 30 de diciembre de 2005 por el equipo del Mount Lemmon Survey desde el Observatorio del Monte Lemmon, Arizona, Estados Unidos.

## Designación y nombre
Designado provisionalmente como 2011 YQ74.

## Características orbitales
2011 YQ74 está situado a una distancia media del Sol de 3,110 ua, pudiendo alejarse hasta 3,732 ua y acercarse hasta 2,488 ua. Su excentricidad es 0,200 y la inclinación orbital 15,60 grados. Emplea 2003,57 días en completar una órbita alrededor del Sol.

## Características físicas
La magnitud absoluta de 2011 YQ74 es 15.